# Stefan Kazimierz Charbicki
Stefan (Szczepan) Kazimierz Charbicki herbu Jastrzębiec (zm. 8 czerwca 1663 roku) – biskup pomocniczy lwowski w 1655 roku, biskup tytularny Nicopolis ad Iaterum w 1657 roku, kustosz kapituły katedralnej lwowskiej, oficjał lwowski, proboszcz kujawski, archidiakon dobrzyński, kanonik warszawski.